# رودينا فهمي
رودينا فهمي (26 نوفمبر 1986 -)، ممثلة مصرية معتزلة.

## حياتها
كانت بداية مسيرتها الفنية من خلال الإعلانات، بدأت مشوارها الفني حين رشحها المخرج مدحت السباعي للمشاركة في مسلسل "قضية نسب " مع عبلة كامل وعزت ابو عوف ونخبة من الفنانين، ثم قدمت ثاني أعمالها الفنية وهو مسلسل "قيود من نار" من إخراج جمال عبد الحميد.
شاركت أيضا في عدد من الأفلام أبرزها فيلم عمر وسلمى مع تامر حسني وفيلم مجانين نص كوم مع ريكو ومحمود الجندي وفيلم الريس عمر حرب مع خالد صالح وهاني سلامة وسمية الخشاب. وفي عدد من المسلسلات منها زواج سعيد جداً جداً والعنكبوت والعائد وهانم بنت باشا وراجل وست ستات.

### اعتزالها
اعتزلت التمثيل وقررت ارتداء الحجاب بعد تصوير مشاهدها الأخيرة من مسلسل "أبو ضحكة جنان"، حيث لعبت دور الراقصة حورية محمد الزوجة الأولى في حياة الفنان الراحل عماد حمدي، كما صرحت "رودينا" برفضها المشاركة في فيلم المسافر مع عمر الشريف لأن دورها تطلب أن ترتدي بدلة رقص تشبه بالمايوه، واعتذرت عن المشاركة في العمل.
كشفت في لقاء صحفي عن سبب اعتزالها قائلة: «قدمت أكثر من 25 مسلسلًا خلاف المسرح، وكنت على وشك أن أكون مشهورة جدًا، ولكني اعتزلت بعد الجلوس مع نفسي والتأمل في المستقبل،.. قلت طب فلاني الفلاني المشهور وصل لأيه... كبر ومش قادر يصرف أو يوفر قيمة علاج، وفي ناس ماتت موتة وحشة». وأشارت إلى أنها اعتزلت ولا تفكر في العودة إلى الفن مرة أخرى قائلة: «أنا اعتزلت لربنا، واتحجبت، واتعرض عليا أشتغل بالحجاب، ولكني ربنا عوضني إني أكون خبيرة تجميل معروفة، وفتحت أكاديمية لتعليم الميكب آب».

## أعمالها

### المسلسلات
- 2010: اغتيال شمس.[3]
- 2010: راجل وست ستات ج7.
- 2009: إسماعيل يس (أبو ضحكة جنان).
- 2009: هانم بنت باشا.
- 2008: العائد.
- 2008: العنكبوت.
- 2008: زواج سعيد جدا جدا.
- 2007: قيود من نار.
- 2006: قضية نسب.

### الأفلام
- 2009: عمر وسلمى 2.
- 2008: الريس عمر حرب.
- 2007: مجانين نص كوم.

## وصلات خارجية
- رودينا فهمي على موقع قاعدة بيانات الأفلام العربية